# The Victoria Advocate
Il The Victoria Advocate è un periodico pubblicato in maniera indipendente a Victoria nel Texas, Stati Uniti d'America. È il secondo quotidiano più vecchio del Texas e il primo in assoluto ad Occidente del fiume Colorado, essendo stato fondato intorno all'8 maggio 1846, in seguito alla battaglia di Palo Alto durante la guerra messico-statunitense. Il periodico serve le comunità della area metropolitana di Victoria e attualmente gestisce una diffusione domenicale di 27 268 copie.